# 格拉夫顿·E·史密斯
格拉夫顿·埃利奥特·史密斯（英語：Grafton Elliot Smith，1871年8月15日—1937年1月1日）是一位澳大利亚出生的英国解剖学家和埃及学家，皇家学会会士，主要作品有《大象与民族学家》（Elephants and Ethnologists）等。